# Reprezentacja Węgier na Mistrzostwach Świata w Narciarstwie Klasycznym 2005
Reprezentacja Węgier na Mistrzostwach Świata w Narciarstwie Klasycznym 2005 w Oberstdorfie liczyła pięcioro sportowców, w tym dwie kobiety i trzech mężczyzn. Wszyscy wystartowali w konkurencjach biegowych.
Reprezentanci Węgier nie zdobyli żadnego medalu. Najwyższe miejsce zajęła Judit Gyenesei, która była 56. w sprincie kobiet.

## Wyniki

### Biegi narciarskie

#### Mężczyźni
Sprint
- Zoltán Tagscherer - 64. miejsce
- Csaba Cseke - 75. miejsce
- Mátyás Hollo - 82. miejsce

15 km stylem dowolnym
- Zoltán Tagscherer - 89. miejsce

#### Kobiety
Sprint
- Judit Gyenesei - 56. miejsce
- Viktoria Zambo - 68. miejsce

10 km stylem dowolnym
- Viktoria Zambo - 72. miejsce
- Judit Gyenesei - nie ukończyła

Bieg pościgowy 2x7,5 km
- Judit Gyenesei - nie ukończyła